# Mar Sodupe
Mar Sodupe (Las Palmas de Gran Canaria, España; 26 de marzo de 1972) es una actriz española que actualmente trabaja en películas y series de España y Francia.

## Biografía
Nacida en 1972 en Las Palmas de Gran Canaria, Mar Sodupe pasó su juventud entre España, Moscú y Londres. Siguió una formación de teatro durante 4 años en el Instituto de Teatro y Cine Lee Strasberg de Los Ángeles y de Nueva York. Después se instaló en París donde empezó trabajando en un montaje de textos de Jean Cocteau. A raíz de ahí colaboró con cineastas franceses de renombre como Michel Blanc (Mauvaise passe), François Dupeyron (Le voyage), Alain Corneau (Las palabras azules) y Pierre Jolivet (En plein cœur) entre otros, compartiendo pantalla con Daniel Auteuil, Gérard Depardieu, Virginie Ledoyen, Emmanuelle Seigner...

## Filmografía

### Cine
- 1998. Shampoo Horns[3]
- 1998. En plein cœur: Luisa
- 1999. Mauvaise passe: Linda
- 2000. Fais-moi rêver: Paloma
- 2000. Toreros
- 2001. Électroménager
- 2001. De l'amour: Linda
- 2003. L'Âge de raison: Ana
- 2004. Inguélézi: Angela
- 2004. Atomik Circus, le retour de James Bataille: Kitty
- 2005. Las palabras azules: Muriel
- 2005. Je préfère qu'on reste amis...: Julia Márquez
- 2005. Backstage: Nanou
- 2005. Ausentes: María
- 2005. Olé!: Sra. Escobar
- 2006. Quatre étoiles: Christina
- 2006. La faute à Fidel!: Lola
- 2007. L'Invité: Sophia
- 2007. Je crois que je l'aime: Lola
- 2008. Frisson: Julia
- 2008. Mes amis, mes amours: Valentine
- 2009. Hierro: Tania
- 2011. Et Dieu tua la femme (cortometraje)
- 2012. Alyah: Anaëlle
- 2013. Petit bonhomme (cortometraje)
- 2013. Kalenda Maia: Macaya (cortometraje)
- 2014. Les nuits d'été: Suzanne Müller
- 2014. La familia Bélier: Mlle Dos Santos[4]

### Televisión
- 2001. Tel épris: Mina
- 2003. Jusqu'au bout de la route: la mujer de la barraca
- 2008. Fago: Pilar Jiménez (3 episodios)
- 2009. Frères de sang: Nicole Lascan
- 2009. Los misterios de Laura: Vecina urbanización, "Barbie" (1 episodio)
- 2010 - 2012. Interpol: Gabriela Roman (13 episodios)
- 2013. Détectives: Colomba (1 episodio)
- 2016. Bajo sospecha: Sophie Leduc (10 episodios)[5]
- 2016. Cannabis: Inés Torres
- 2017. Sé quién eres: Silvia Castro (14 episodios)[6]
- 2019. La caza. Monteperdido: Montse Grau